# Campeonato de fútbol de la Ciudad del Vaticano

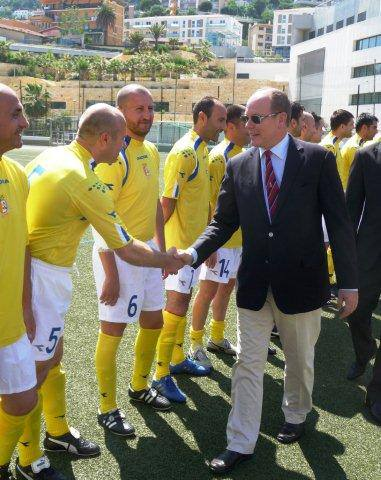
El príncipe de Mónaco, Alberto II de Mónaco, sacudiendo la mano de los miembros de la selección de fútbol Vaticana; 2013.

El Campeonato de la Ciudad del Vaticano (en italiano: Campionato della Città del Vaticano) es la principal liga de fútbol de la Ciudad del Vaticano. Fundada en 1972 como Coppa Amicizia, los equipos están compuestos por trabajadores que representan a varios departamentos estatales. Se permite a los equipos colocar a un jugador externo de equipos aficionados italianos para jugar como portero. Los mejores jugadores de la liga se combinan para formar el seleccionado nacional de la Ciudad del Vaticano para raros partidos amistosos. La asociación de fútbol del Vaticano, Federazione Vaticanese Giuoco Calcio, no es miembro de la FIFA y es supervisada por su presidente Domenico Ruggiero. Anteriormente el Campo Cardinale Francis Joseph Spellman o Campo Pío XI fungia como la sede del torneo, sin embargo, hoy en día todos los partidos se disputan en el complejo Associazione Sportivo La Salle ubicado en el oeste de Roma (Italia). La liga tiene un estatus de aficionado con partidos y entrenamientos fuera del horario laboral los lunes y martes. Equipos y uniformes son donados ocasionalmente por organizaciones y benefactores con déficits cubiertos por el gobierno del Vaticano. La liga tiene lugar entre octubre y mayo de cada año con un descanso de dos meses en diciembre y enero.

## Historial de ediciones
| Año                             | Campeón (número de títulos)        |
| ------------------------------- | ---------------------------------- |
| Coppa Vaticano                  |                                    |
| 1947                            | Final suspendida                   |
| Coppa Amicizia                  |                                    |
| 1973                            | S.D.R.C. La Corredoria (1)         |
| 1974                            | Governatorato (1)                  |
| 1975–1978                       | No disputado                       |
| 1979                            | L'Osservatore Romano (2)           |
| 1980                            | No disputado                       |
| Campionato della Citta Vaticano |                                    |
| 1981                            | Malepeggio Edilizia (1)            |
| 1982                            | Biblioteca Apostólica Vaticana (1) |
| 1983                            | SS Hermes (1)                      |
| 1984                            | Virtus Vigilanza (1)               |
| 1985                            | Poste Vaticane (1)                 |

| Año       | Campeón (número de títulos)          |
| --------- | ------------------------------------ |
| 1986      | Poste Vaticane (2)                   |
| 1987      | L'Osservatore Romano (3)             |
| 1988      | Servici Tecnici (1)                  |
| 1989      | Associazione S.S. Pietro e Paolo (1) |
| 1990      | Dirseco (1)                          |
| 1991      | Dirseco (2)                          |
| 1992      | Associazione S.S. Pietro e Paolo (2) |
| 1993      | Dirseco (3)                          |
| 1994      | Dirseco (4)                          |
| 1995      | Dirseco (5)                          |
| 1996–2000 | Desconocido                          |
| 2001      | Associazione S.S. Pietro e Paolo (3) |
| 2002–2004 | Desconocido                          |
| 2005      | Galacticos Musei Vaticani (2)        |

| Año  | Campeón (número de títulos)                    |
| ---- | ---------------------------------------------- |
| 2006 | AS Cirioni (1)                                 |
| 2007 | AS Cirioni (2)                                 |
| 2008 | Associazione S.S. Pietro e Paolo (4)           |
| 2009 | Gendarmería (2)                                |
| 2010 | Dirseco (6)                                    |
| 2011 | Dirseco (7)                                    |
| 2012 | Dirseco (8)                                    |
| 2013 | San Pietro Team (1)                            |
| 2014 | San Pietro Team (2)                            |
| 2015 | Musei Vaticani (3)                             |
| 2016 | Musei Vaticani (4)                             |
| 2017 | Santos FC (1)                                  |
| 2018 | Rappresentativa OPBG (1)                       |
| 2019 | Rappresentativa OPBG (2)                       |
| 2020 | Abandonado debido a la Pandemia del COVID-19   |
| 2021 | No disputado debido a la Pandemia del COVID-19 |
| 2022 | Rappresentativa OPBG (3)                       |